# Haʻapai
Ha’apai est un groupe d'îles d'Océanie. Avec les groupes insulaires de Vava'u (au nord) et de Tongatapu (au sud), il forme l'archipel des Tonga. 
Le groupe de Ha’apai est composé de 68 îles et îlots, les deux plus importantes étant les îles jumelles de Lifuka et Foa. La capitale et principale agglomération de Ha’apai est la ville de Pangai, sur l'île de Lifuka.
Les îles du groupe Ha'apai sont majoritairement des atolls, la plupart étant inhabités. Dans la partie occidentale du territoire se concentrent quelques îles volcaniques (Tofua et Kao). Leurs volcans respectifs sont encore actifs, tout comme le volcan sous-marin de Fonuafo'ou. L'île de Kao abrite le point culminant du groupe Ha'apai (1046 mètres).
Les deux îles de Lifuka et de Foa concentrent à elles seules la moitié de la population de Ha'apai (respectivement 2968 habitants pour la première et 1485 pour la seconde en 2006). Viennent ensuite les îles de Nomuka, de Ha'ano (951 habitants) et de ’Uiha (638 habitants).

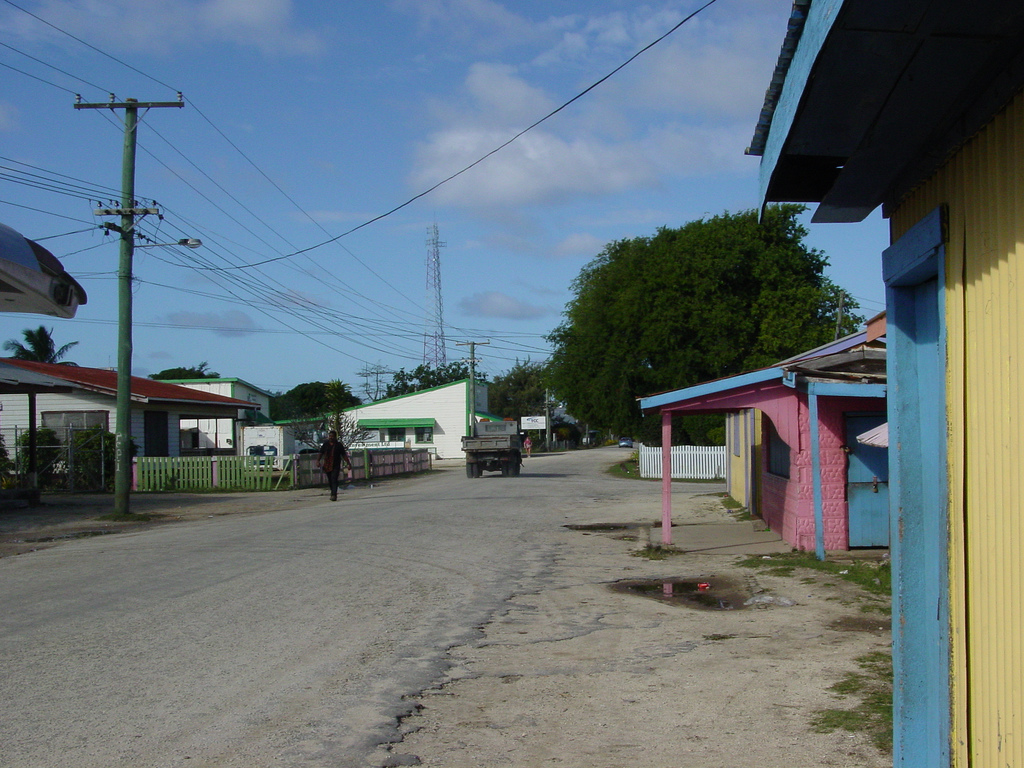
Centre-ville de Pangai, île de Lifuka

L'occupation humaine de ces îles isolées est très ancienne, comme en témoignent les différents sites archéologiques attribués à la culture Lapita (vieille d'environ 2700 ans). Le navigateur hollandais Abel Tasman aborde l'île de Nomuka en 1664, qu'il baptise Rotterdam Eylandt (île Rotterdam). Il est suivi plus d'un siècle plus tard par le navigateur britannique James Cook (1774).
Ha'apai constitue une division administrative du royaume des Tonga. Placée sous l'autorité d'un gouverneur, elle est divisée en six districts pour dix-sept îles habitées.